# Кліпер

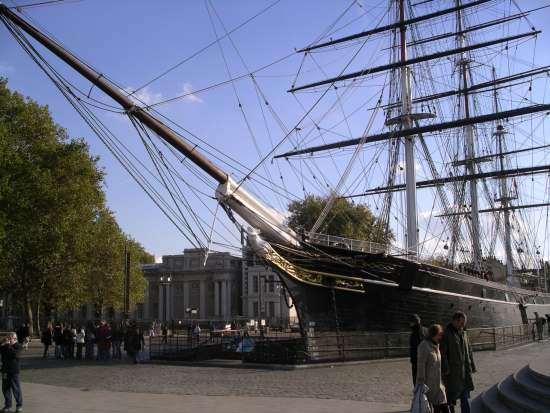
«Катті Сарк» у сухому доці в Гринвічі — єдиний кліпер, що зберігся донині

Кліпер (від англ. clipper або нід. klipper) — швидке вантажне вітрильне судно з розвиненим прямим вітрильним оснащенням і стрімкими обводами корпусу. Кліпери з'явилися в США на початку ХІХ ст. і до середини ХІХ ст. досягли своєї найбільшої популярності в світі. Кліпер — це останній, найбільш покращений варіант пакет-вітрильника.
Найхарактернішою особливістю є гостроскроєний корпус, відношення довжини і ширини якого дозволяло досягати високу швидкість.

## Конструкція
У США на початку XIX століття «кліперами» називали різновид шхун та бригантин, що будувався в місті Балтимор. Гострі обводи корпусу, збільшена остійність, нахилені до корми щогли, велика площа вітрил дозволили кліперам розвивати відмінну швидкість, чудово утримувати курс, але за це довелося заплатити зменшенням обсягу вантажних трюмів і збільшенням осадки. Висока швидкість також досягалася за рахунок збільшеного відношення довжини до ширини корпусу в середньому менш ніж 6:1, у той час як на звичайних парусних суднах цей показник варіювався від 3:1 до 4:1. Кліпери Балтимора активно застосовувалися у комерційних рейдерів, для контрабанди і прориву блокади, для перевезення африканських рабів.
У 1833 році на воду було спущено великий трищогловий кліпер «Енн Мак-Кім». Він став безпосереднім попередником класичних кліперів. У 1845 році був побудований кліпер «Рейнбоу» («Веселка»), який показав небачену швидкість, а за рік до нього «Хокуа», два останніх і називають першими справжніми кліперами.
Назва «кліпер» походить від англійського clipper, що спочатку значило «швидкий кінь» (від clip — «швидкість»).

## Історія

### Створення кліперів
Китайський чай, що перевозився на старих суднах, подовгу перебуваючи у дорозі, просякувався вологою і запахами трюму.
У 1834 році Ост-Індійська компанія втратила монополію на торгівлю з Китаєм. У 1849 році було скасовано дію Навігаційного Акту. У цьому ж році у першому рейсі до Гонконгу американський кліпер «Орієнталь» на зворотний шлях витрачає 81 день. Наступного року — 80 днів. Після цього англійські купці зафрахтовують його на перевезення у Лондон. У 1850 році на виконання цього переходу кліпер витратив 97 діб. На верфі в Блекволлі з нього зняли мірку (приклад промислового шпигунства).

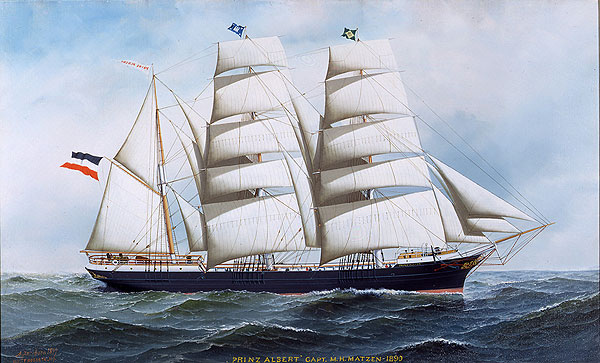
Кліпер «Принц Альберт».
Картина А. Якобсена, 1897

Вже наступного року із шотландської верфі Худа в Абердині сходять кліпери «Сторнеуей» і «Крізелайт». У 1852 році з верфі Грина в Блекволлі сходить побудований за кресленнями зроблених з «Оріенталя» — кліпер «Челленджер».
«Гончі пси океану» — таке прізвисько отримали кліпери на Британських островах — доставляли вантажі з Китаю за три-чотири місяці.
Кількісно ще довгий час американський кліперний флот перевершував англійський і протягом ще декількох років на частку американських суден діставався великий прибуток (англійцям доводилося фрахтувати американські судна).
З 1860 року американські кліпери не фрахтували англійці, і кліпер «Флаїнг Клауд» був останнім американським судном, яке доставило чай у Лондон.

### Чайні перегони
Починаючи з 1859 року регулярно проводилися перегони чайних кліперів. Найяскравіший з них пройшла в 1866 році. 28 травня 1866 з рейду міста Фучжоу (Китай) стартували 16 кліперів. Після довгого шляху 5 вересня кліпери «Аріель» і «Тайпін» з різницею в 8 хвилин пришвартувалися біля причальної стінки в лондонському порту.
«Катті Сарк» — єдиний збережений представник класу кліперів. За пропорціями, конструкцією і розмірами корабель майже в точності відповідає неперевершеному за швидкістю кліперу «Фермопіли». Кліпер «Катті Сарк» побудували в 1869 році на шотландській верфі «Лінтон енд Скотт» на спеціальне замовлення судновласника Джона Вілліса, для участі в чайних перегонах.

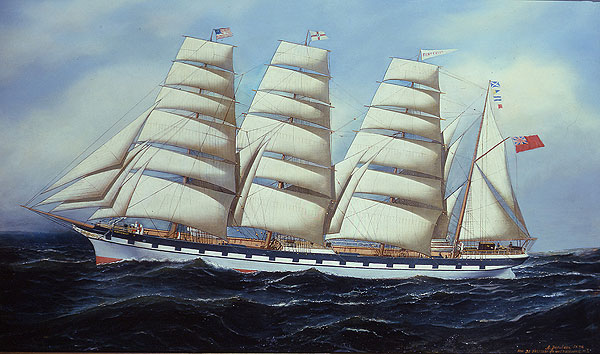
Кліпер «Forteviot»

З 1870 року «Катті Сарк» експлуатувався на «чайній» лінії, але показані результати оцінювалися як середні. Найвищим досягненням стало третє місце в гонці 1871 року, коли «Катті Сарк» пропустив вперед тільки «Титан» і «Фермопіли».
В даний час «Катті Сарк» стоїть на вічній стоянці в сухому доці в Гринвічі (Велика Британія).

### Занепад
1860 році пароплав «Скотленд» здійснив перший рейс із Шанхая в Ханькоу.
1863 році пароплав «Роберт Лоу» доставив з Ханькоу в Лондон вантаж, більшою частиною якого був чай.
Ймовірно в 1867 році «Агамемнон» подолав шлях із Ліверпуля до Шанхая за 80 діб, а назад — за 86 діб. У цьому ж році до нього приєдналися «Аякс» і «Ахілл» («Оушн Стім Компані»).
У 1869 році було відкрито Суецький канал і для пароплавів шлях значно скоротився. Вони стали приходити першими, возити кращий вантаж, отримувати більший прибуток, великим парусникам довелося піти на інші маршрути.
У російському флоті значився один «чайний кліпер» — «Велика княжна Марія Миколаївна» — англійський кліпер «Геспер» (Hesperus) із залізним корпусом, куплений в 1899 р. і переданий Одеському училищу торгового мореплавання (зник близько 1917 р.). Крім того, «гвинтовими кліперами» в російському флоті називали ранні типи крейсерів з розвиненим вітрильним озброєнням, призначені для дій на Тихому океані (переважно для охорони кордонів).